# Cal Metge Bosch
Cal Metge Bosch és una casa senyorial de Bordils (Gironès) inclosa a l'Inventari del Patrimoni Arquitectònic de Catalunya.

## Descripció
És un edifici residencial de planta rectangular, desenvolupat en planta baixa i dos pisos, amb coberta de teula a dues vessants, acabada amb barbacana suportada per mènsules. A la façana de ponent hi ha adossat un cos d'una sola planta i terrassa superior amb balustrada i pèrgola d'elements prefabricats. Les parets de les façanes són fetes amb maçoneria vista i carreus a les cantonades i al sòcol. Les obertures de la planta baixa són emmarcades amb carreus i les de les altres plantes amb rajoles als brancals i arcs de descàrrega del mateix material a la llinda. Els balcons estan fets amb llinda de pedra i baranes de ferro.